# Руткуте, Дана
Дана Руткуте (лит. Dana Rutkutė; 10 марта 1922, Йонишкис — 17 августа 2019, Вильнюс) — советская литовская театральная актриса, диктор телевидения, театровед.

## Биография
Родилась в 1922 году в Йонишкисе.
Окончив гимназию планировала стать учителем, в 1940 году поступила на факультет гуманитарных наук Вильнюсского университета, год спустя стала актрисой театра «Вайдила», с 1943 года — актриса Вильнюсского городского театра.
В 1945—1946 годах — актриса Паневежского драматического театра.
В 1949—1986 годах работала диктором Гостелерадио Литовской ССР, вела целый ряд передач, популярная телеведущая.
Снялась в эпизодических ролях фильмах Литовской киностудии — «Адам хочет быть человеком» (1959, блондинка) и «Подводя черту» (1973, Моника).
В 1961 году окончила в Москве театроведческий факультет Государственного института театрального искусства (ГИТИС).
Автор множества театральных рецензий, эссе, творческих портретов актёров. Опубликовала сборник статей «Актёр в театральном зеркале» (1989) и книгу воспоминаний « Театр моей юности» (1994) за которую в 1995 году удостоена награды Литовского театрального союза «Золотой крест сцены».
Умерла в 2019 году в Вильнюсе, похоронена на Антакальнисском кладбище.
Была замужем за поэтом Эугениюсом Матузявичюсом.